# حريق بول كريك 2018
حريق بول كريك 2018 كان حريقًا سببه البرق في مقاطعات جواب وسانبيت ويوتا في وسط ولاية يوتا في غرب الولايات المتحدة. الحريق هو الأكبر في ولاية يوتا في عام 2018. تم الإبلاغ عن الحريق لأول مرة يوم الخميس 6 سبتمبر 2018. واندمج مع حريق أصلع الجبل يوم الاثنين 17 سبتمبر 2018. تسبب حريق أصلع الجبل في إخلاء إجباري لمدينتين: إلك ريدج ووودلاند هيلز. تسبب حريق بول كريك في عمليات إخلاء إلزامية لمجتمع الجسر المغطى في وادي فورك الإسباني جنبًا إلى جنب مع دايموند فورك كانيون ورايت فورك هوبل كريك كانيون.

## الجدول الزمني

### أغسطس
بدأ الحريق بفعل البرق في 24 أغسطس 2018.

### سبتمبر
بدأ حريق بول كريك بالبرق في 6 سبتمبر 2018. في 12 سبتمبر تسببت الرياح العاتية وانخفاض الرطوبة النسبية في توسع حرائق بول كريك وجبل بالد بسرعة، مما يهدد مجتمعات إلك ريدج ووودلاند هيلز. في 17 سبتمبر 2018 تم التأكد من تضافر الحرائق.

### أكتوبر
تم الإبلاغ عن احتواء الحريق في 6 أكتوبر 2018.

## التأثيرات

### الإجلاء
أدى كلا الحرائق إلى إخلاء أكثر من 2000 منزل وحوالي 6000 شخص.

### المواصلات
أغلق الحريق طريق الولايات المتحدة رقم 6 في سبانيش فورك كانيون وطريق الولايات المتحدة 89 (من ثيسل جنوبًا إلى خط مقاطعة يوتا-سانبيت) لعدة أيام. كما تم إغلاق العديد من طرق الوادي الأخرى في المنطقة.